# Бодаква
Бодаква́ — село у Заводській міській громаді Миргородського району Полтавської області України. Населення на 1 січня 2021 року становить 802 особи. Орган місцевого самоврядування — Заводська міська рада.

## Географія

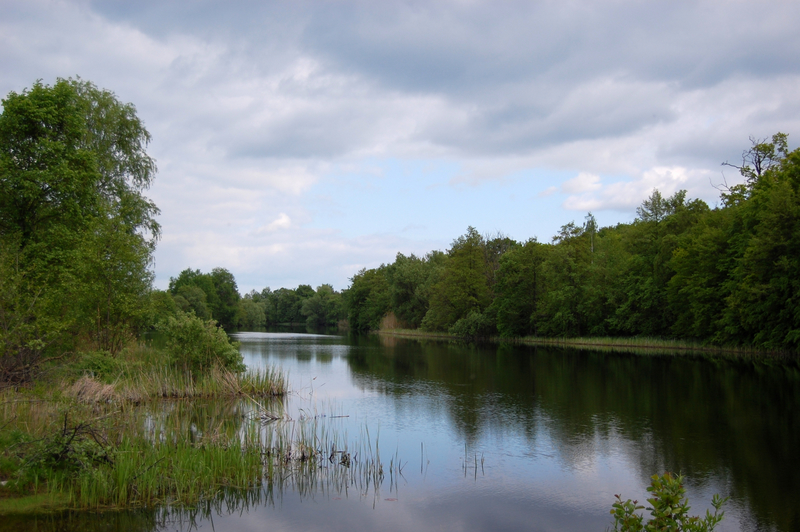
Понад Сулою

Село Бодаква знаходиться на лівому березі річки Сула у місці впадіння річки Бодаква, вище за течією на відстані 1,5 км розташоване село Хрулі, нижче за течією за 4 км розташоване село Сенча, на протилежному березі — село Христанівка. Річка в цьому місці звивиста та утворює стариці. Поруч проходить залізниця, станція Бодаква.

## Історія

### Давня історія
Відомі знахідки часів культури ямково-гребінцевої кераміки знайдені у Бодакві.
Поблизу села Бодаква, на правому березі Сули, на горі понад Сулою, знаходяться залишки селища доби Київської Русі (XII—XIII століття), також залишки укріплень пізнього українського середньовіччя (XVII—XVIII ст.) — урочище Козацька Гора. На лівому березі Сули знаходиться урочище Панське, у культурному шарі якого виявлено кераміку епохи пізньої бронзи та роменської культури. Укріплення городища датуються роменським часом й були залишені тогочасними мешканцями, малим племенем Сіверян.
Також на правому березі Сули знаходиться городище IX—XIII ст., що належить до роменської культури і доби Київської Русі. Укріплення імовірно входили до системи укріплених городів проти чорних булгар, угрів, печенігів.

### Гетьманщина
Сучасне село засноване у XVII столітті, входило до складу Сенчанської сотні Лубенського полку, свою назву отримало від річки Бодаква. Бодаква згадана в записі від 8 березня 1665 року в Лохвицькій ратушній книзі в контексті суперечки колишнього городового отамана Лохвиці Демка Виприщенка та Семена Чернишенка щодо спільної пасіки. На 1666 рік у Бодакві 6 господарів орали на 4 волах, 9 господарів орали на 2 волах, у селі було 9 бобилів.
Згідно з універсалом гетьмана Мазепи від 11 січня 1689 року с. Бодакву з млинами на Хрулівській греблі на річці Сулі було віддано Григорію Гамалії. Бодаковським отаманом у 1691 році був Петро Петрушенко а війтом Роман Бут. 1692 року після першого невдалого антиросійського походу Петрика біля Бодакви був гетьманський табір гетьмана Мазепи. Семен Палій відвідував табір з 28 серпня до 3 вересня 1692 року.
На початку 18 століття село за заповітом Марії Василівни Гамалії, вдови Григорія Гамалії, перейшло у власність до Свято-Михайлівського Золотоверхого монастиря у Києві. Жалуваною грамотою Петра І від 4 лютого 1716 року було підтверджене право власності Михайлівського Золотоверхого монастиря на Бодакву.
У 1726 році Бодаква налічувала 120 дворів, а у 1729—1731 роках вже 137.
На 1732 рік в реєстрі Сенчанської сотні Лубенського полку було записано 80 козаків з Бодакви. Городничим Бодакви був ієромонах
Свято-Михайлівського Київського Золотоверхого монастиря Філарет Чарнецький, у селі було два попи та один дяк.
Щонайменше з 1749 року у селі була Михайлівська церква. 
У 1749 році у Бодакві налічувався 121 двір. Населення складало 582 особи чоловічої та 532 особи жіночої статі.
На 1764 рік у Бодакві було 134 двори. Населення складало 873 особи чоловічої та 884 особи жіночої статі.
1773 року перед святом трьох святителів (30 січня) в Бодакві зупинявся Семен Гаркуша.

### Післякозацька доба

#### Період закріпачення
Після ліквідації полкового устрою Бодаква з 1781 року у складі Лохвицького повіту Чернігівського намісництва; з 1796 року — Малоросійської, 1802 року — Полтавської губернії.
На 1784 рік у Бодакві було 197 дворів із 360 хатами в них, а також 26 бездвірних хат. Населення складало 1155 осіб чоловічої та 1188 осіб жіночої статі.
1789 року з Бодакви від оподаткування втекли козаки С. Шуліка, Г. Голінко, Я. Луговський та інші із сім'ями, про що повідомляли 15 лютого 1792 року із Чернігівської казенної палати у Чернігівське намісницьке правління. За два роки, що минули з часу втечі на сім'ї Шуліки та Луговського (по 3 особи) було нараховано по 7 карбованці та 35 копійок податей, а на сім'ю Голінка (2 особи) 4 карбованці та 90 копійок.
У 1804 році Бодаква постраждала від нашестя сарани у Полтавській губернії.
В 1828 році у селі став до ладу перший на Полтавщині і один з перших на території України цукровий завод у маєтку поміщика дійсного статського радника Олексія Майорова (Маюрова). Завод виробляв цукор-пісок. 1829 року заводом було вироблено 180 пудів цукру. 1844 року підприємство виробило 370 пудів цукру на суму 3289 рублів, а також 978 відер горілки з патоки. Завод виробляв до 380 пудів цукру щорічно на суму 3300 рублів.
На 1835 рік, за 8-ю ревізією, населення Бодакви складало 1305 чоловіків та 1308 жінок. У 1835 році підпоручиці Н. Ф. Коломійцевій належало у Бодакві 8 кріпаків. Дворянці й дружині чиновника 14 класу М. І. Кошовій належало 5 кріпаків.
Щонайменше з 1840-х років у селі діє винокурня з паровим двигуном.
За 9-ю ревізією 1850 року населення Бодакви складало 1638 чоловіків та 1640 жінок. За час між 8-ю та 9-ю ревізіями народилося 1096 чоловіків та 1129 жінок, вмерло ж 763 чоловіків та 797 жінок відповідно. В цей час населення Бодакви мало можливість користатися послугами лікаря.
За даними на 1859 рік Бодаква була власницьким та козацьким селом, у селі було 441 двори, жіноче населення становило 1397 осіб, а чоловіче 1323 особи. У селі було 3 заводи та одна православна церква. Село належало до 1-го стану Лохвицького повіту.
У 1860 цукровий завод належав Ользі Платонівні Челіщевій, онуці Олексія Маюрова. Це був так званий «вогневий» завод із чотирма гідравлічними пресами. Випарювання соку і сиропу відбувалося ще на «голому вогні», без використання пари. Сезон виробництва цукру у 1860 році розпочався 5 вересня й закінчився передчасно 27 вересня, оскільки завод згорів. За цей час було вироблено 780 пудів цукру.
На 1860 рік Ользі Челіщевій у Бодакві належало 430 кріпаків чоловічої статі у 155 дворах.

#### Після скасування кріпацтва
На момент скасування кріпацтва у 1861 році 5000 десятин землі та 268 кріпацьких дворів у належали поміщиці Макаровій (Челіщевій) Ользі Платонівні, онуці Олексія Маюрова й дружині Миколи Макарова.
У 1865 році настоятелем церкви у Бодакві був протоієрей Володимир Іванович Симонов, який жив у Пісках й служив у тамтешній Успенській церкві та у церквах ще 13 сіл, у тому числі у Бодакві.
На 1867 рік в селі було 2720 жителів.
У 70-х роках XIX століття поряд з Ольгою Макаровою, землевласницею у Бодакві була також графиня Катерина Павлівна Ламздорф (Комаровська), племінниця Григорія Ґалаґана.
У 1882 році було відкрито церковнопарафіяльну школу, у 1892 році — початкове училище. 1888 року у Бодакві було 534 двори, з 4359 жителів було лише 9 письменних.
На 1884 рік парова винокурня землевласниці Ольги Макарової налічує 18 робітників й орендується підприємцем Хазановим.
У 1891 році урожайність зернових склала 20,9 центнерів з гектара.
У 1892 році у Бодакві було знайдено скарб із срібних, мідних та білонних монет з XVII століття, серед них, зокрема, боратинки Яна Казимира.
У 1892 році у Лохвицькому повіті спостерігався недорід жита, ярих культур і трав. Тому з ініціативи Лохвицького товариства сільських господарів у Бодакві з 26 квітня по 29 травня 1893 року під наглядом В. Бакумової, а згодом А. Московенко і В. Сидоренко, діяла їдальня, де могли харчуватися здебільшого діти, старі люди й інваліди.
3 травня 1894 року о третій годині пополудні село майже повністю згоріло. За донесенням благочинного священика Павла Пономаренка від 7 травня 1894 року згоріло 320 будинків з іншими будівлями та майном, згоріла також Михайлівська церква Бодакви разом із дзвінницею та новим іконостасом.
На земських зборах 13 жовтня 1897 року Лохвицька земська управа просила збори відкрити у Бодакві шкіряну майстерню та виділити фінансування на її утримання та утримання навчального персоналу. Однак, у зв'язку з відсутністю коштів, збори відклали вирішення питання до наступних чергових зборів.
На 1898 рік у Бодакві було близько 600 дворів. У цей час 5 землеробів займалися вичинкою овечих шкір. 2 майстри з вичинки овечих шкір приїздили щороку у Бодакву й працювали там з вересня по масляну. Головним чоботарем Бодакви був Іван Хиль (Хиленко), вихідець з Лохвиці. Він мав у Бодакві майстерню, де працювали 2—3 помічники. Майстерня випускала 250 пар взуття на рік, у середньому 2 пари на день. У Пилипівку майстернею вироблялося 3 або й 4 пари на день. Крім того у селі працювало ще близько 10 чоботарів. На чоботарство майстри витрачали 4 місяці на рік: 2 місяці шилися чоботи, 1 місяць — черевики, ще місяць — на лагодження взуття. У селі було ще близько 50 селян, які самостійно обшивали взуттям свої сім'ї. Були також захожалі ремісники, переважно з Ромен та Лохвиці. Таким чином Бодаква була здатна задовольнити близько половини своїх потреб у взутті. Інша половина взуття була купована. Від третини до половини привізних чобіт постачалися Ісааком Дусевицьким, який приблизно з 1893 року мав у Хрулях шкіряний завод, що переробляв до 2000 волячих шкір на рік.
За даними 1903 року у Бодакві проживало близько 4000 осіб, у селі була церква, щотижневий базар щосереди, більш ніж 80 вітряків та кілька маслобійок. Фельдшером у селі в 1903 році був Н. Назаренко, який був запасним земським фельдшером.
Восени 1906 року у селі орудувала банда на чолі з сином місцевого крамаря Олешко. Злочинці промишляли грабіжництвом та вбили щонайменше одну особу.
На 1909 рік у селі був цегельний завод та гуральня.
За даними 1910 року з 3349 мешканців Бодакви письменними було 726, у народному училищі (збудоване 1898 року) навчалося 110 дітей. Діяло 28 вітряків, 2 кузні, 3 олійниці, 2 лавки. В 1913 році в селі був паровий млин простого помелу, маслобійка та просорушка.

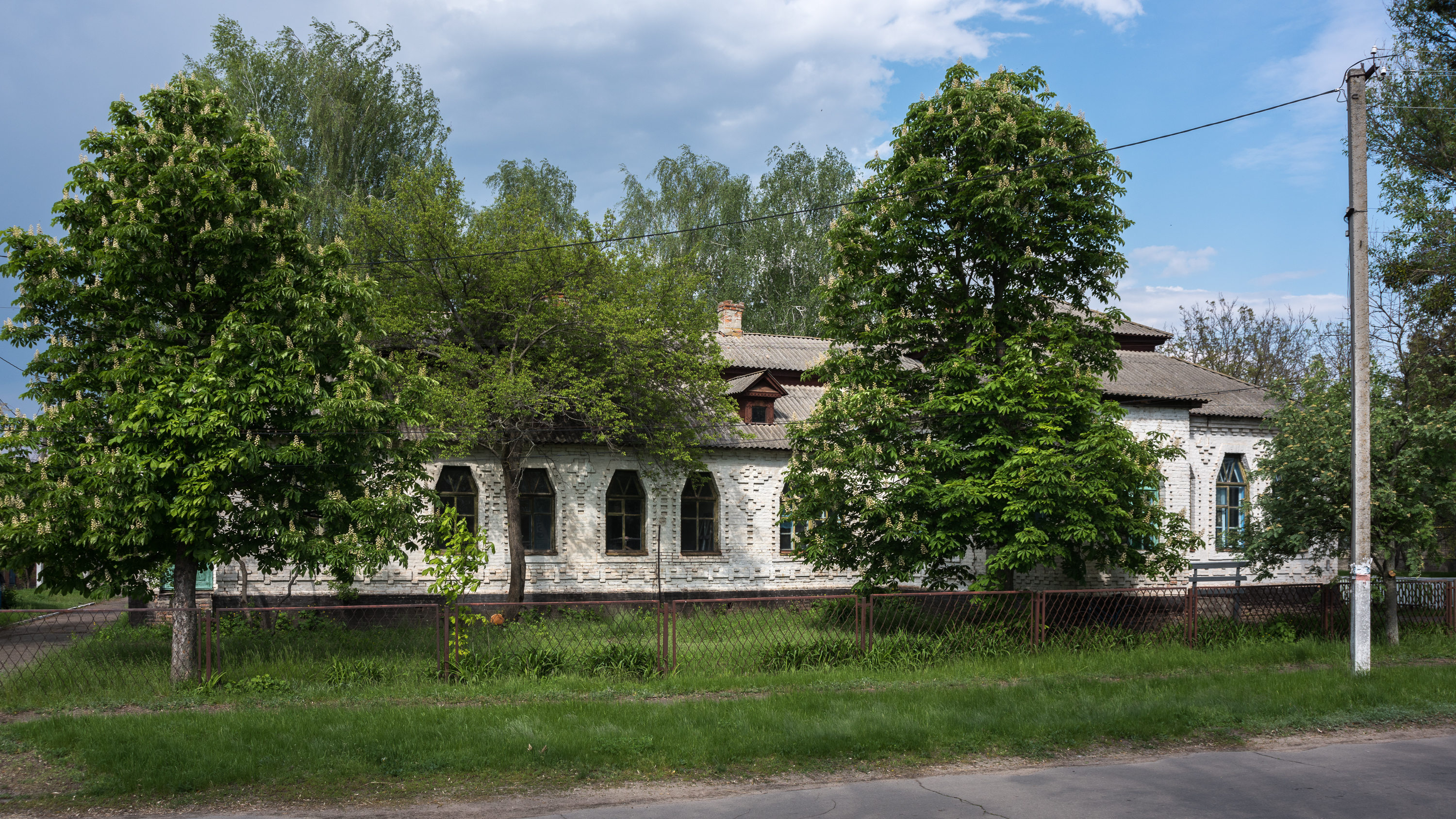
Земська школа у Бодакві, 2016 р.

Між 1910 та 1914 роками в Бодакві було збудовано будівлю двокомплектної земської школи за проєктом О.Г Сластіона.
 Школа зведена у стилі українського архітектурного модерну. Будівля використовується й нині як початкова школа та є пам'яткою архітектури місцевого значення.
У 1914 році у Бодакві діяла фірма Кублицького Олександра Миколайовича, якій належав паровий млин та маслобійний завод. За рік перемолювалося 60 000 пудів.

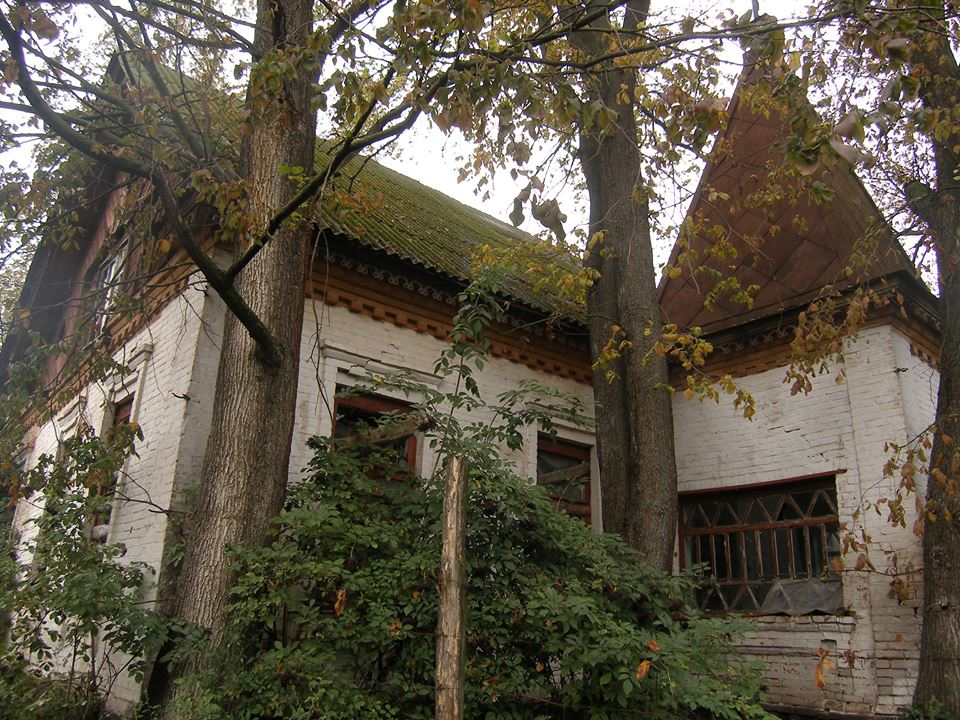
Будівля колишнього панського маєтку й, пізніше, лікарні у Бодакві у 2010 році.

У Бодакві в цей час було 2 поміщики: Дебренардер (ймовірно, що це почесний мировий суддя Дебренандер Олексанр Петрович) (мешканці вживали прізвище Дубернант) та Дублицький (ймовірно, Дублицький Олександр Миколайович, редактор газети «Лохвицьке слово»). Вони володіли 580 десятинами землі. У селі було 40 господарств, яким належало 1700 десятин землі. 60 десятин належали церкві, 70 десятин двом священикам Бодакви. 3412 десятин землі знаходилися у володінні 570 дрібних та середніх господарств. Річний податок на землю становив для жителів Бодакви від 1,5 до 2 карбованців за десятину. Річна плата наймитам становила 110 карбованців.
Під час Першої світової війни у російську армію було призвано 176 осіб. Дебренандер Марія Олександрівна була уповноваженим Лохвицького Громадського Комітету з надання допомоги сім'ям осіб, які пішли на війну та були поранені у Бодакві, Хрулях та Христанівці.

### Радянський час

#### Визвольні змагання й встановлення радянської влади
Вперше радянську владу в Бодакві було проголошено у січні 1918 року. Радянська влада викликала опір значної кількості населення Полтавщини, який часом переростав у відкриті протибільшовицькі повстання. У середині червня 1919 року із Миргородського повіту до Лохвицького повіту перейшов один із повстанських загонів. Каральний загін з Лохвиці, що підійшов до Бодакви й не знайшов там повстанців, вдався до провокації. Чекісти видали себе за повстанців і попросили селян знайти інший такий же повстанський загін, з яким вони нібито втратили зв'язок. 18 озброєних вилами і косами селян виявили бажання приєднатися до повстанців. Селяни добровільно зібрали 40 підвід харчів і разом із заарештованими прибічниками комуністів вирушили до лісу, у якому знайшли 6 повстанців із якогось невідомого загону. Чекісти розстріляли 24 селян, які піддалися на провокацію. Радянську владу у Бодакві було остаточно встановлено у грудні 1919 року. Поміщик Дубернант полишив село, поміщик же Дублицький ще довго залишався у селі із обмеженою власністю.

#### Розкуркулення, колективізація, голодомор та великий терор
У часи НЕПу у Бодакві відбувалася перенарізка земельних ділянок, що офіційно було викликане тим, що земля кожного селянина була розкидана шматками у різних місцях. З 1922 року почалася часткова конфіскація власності в селян, так зване «обмеження куркульства». Відбиралася земля в господарів, що володіли більше ніж 12 десятинами, конфісковувалася частина молочної худоби, робочої худоби, птиці, реманенту. В цей час у селі відбувалися часті пожежі.
1922 у селі створена комсомольська організація. Перші комуністи села належали до партійної організації села Піски. Первинна партійна організація у Бодакві була створена у 1932 році, її очолив щойно прибулий до села вчитель Даценко Микола Максимович, якого було призначено директором школи.
У грудні 1922 року у Бодакві засноване споживче товариство.
На 1 жовтня 1925 року село входило до Лохвицького району Роменської округи.
Влітку 1925 року Бодаква мала великі проблеми із медичним обслуговуванням. Найближча лікарня була у Пісках, але й у ній селяни не могли отримати необхідні ліки, тому доводилося їздити до Лохвиці. Водночас у селі була велика кількість ворожок.
1926 — 27 р.р. виникло три хутори: Забодаква, Заморіївка, Червоні Луки. 1927 року біля хутора Заморіївка створено першу комуну «Нове життя», 1930 року — перший колгосп «Серп і Молот».
Під час так званої колективізації 1929—1930 років у рамках розкуркулення було заарештовано та виселено багатьох мешканців Бодакви. За цей період було знищено 137 селянських господарств. Було репресовано священиків Бодакви Юрія Дроздова та Панаса Овсієнка.
Першого було засудженно за ст. ст. 58-10, 58-11 КК УСРР до 5 років позбавлення волі. Другого було засуджено за ст. 54-10 КК УСРР до 3 років заслання у Північний край. Колективізація викликала масові протести, які були придушені. Багато мешканців загинуло від Голодомору 1933 року, у селі були випадки канібалізму. 1934 року у Бодакві нікому було збирати буряки, бо село вимерло наполовину, й стояли пусті хати. Для збирання буряків залучалася праця людей з інших сіл.
У 1934 колгосп «Серп і Молот» розукрупнено на колгоспи «Червона Армія», ім. Леніна, ім. Калініна та «Більшовицьким шляхом». Як доповідав заступник начальника політвідділу Лохвицької МТС Кисельов, у 1934 році у колгоспі «Червона Армія» голодало 59 осіб, у колгоспі ім. Калініна — 38, допомога людям, які голодували, не надавалася.
Під час великого терору 1937—1938 років було ув'язнено та розстріляно багатьох жителів Бодакви, зокрема, за звинуваченням в шпигунстві (ст. 54-6 КК УРСР), було розстріляно вчителя Аркадія Ржевицького та фельдшера амбулаторії Сергія Буденка
(статті 54-6, 54-10 КК УРСР).

#### Друга світова війна

Братська могила Івана Трутка та інших, пам'ятник жителям Бодакви, що загинули у Другій світовій війні.

У 1941 році під час виходу з оточення, яким завершилася Битва за Київ, біля села Бодаква загинув начальник тилу 26-ї армії Південно-Західного фронту генерал-майор І. І. Трутко. Нечисленна група військових натрапила на німецький патруль. Під час перестрілки генерала було поранено. Місцеві жителі підібрали генерала, але врятувати його не вдалося. Генерала було поховано у Бодакві. З 1965 року місцева школа носить ім'я Трутка.
Під час гітлерівсько-німецької окупації (15.IX.1941 — 16.IX.1943) на примусові роботи до Німеччини вивезено 154 осіб. Із слів очевидців, представники німецької адміністрації із місцевих жителів, зокрема староста Мазука, попереджали мешканців Бодакви про час забору на роботи у Німеччині. Це давало невелику можливість сховатися й ухилитися від примувового вивезення. Це опосередковано підтверджується тим, що Бодаква погано справлялась з поставленим завданням по відправці робітників у Німеччину та по виконанню планових поставок.
166 мешканців Бодакви загинули на фронтах Другої світової війни.

#### Післявоєнний час
У серпні 1950 року три колгоспи Бодакви, а також колгоспи «Більшовицьким шляхом» (Забодаква), «Червоні Луки» (Червоні Луки), «1-ша п'ятирічка» (Заморіївка) об'єднані у колгосп ім. Леніна. 1958 року до колгоспу було приєднано колгосп «Комунар» села Пісочки, до якого у 1950 році було приєднано колгосп імені Молотова села Хрулі.
Урожайність зернових у колгоспі становила 19,2 центнери з гектара у 1962 році.
На 5 квітня 1964 року в колгоспі налічувалося 2269 колгоспників (8 бригад), з них 1510 з Бодакви (3 бригади).

Залишки одного з вітряків Бодакви у 1974 році.

1 січня 1964 року у Бодакві було 557 дворів, населення становило 1701 особу.
Наприкінці 1970-х років у Бодакві збудовано будівлю клубу на 600 місць. Тут було, зокрема, розташовано сільську бібліотеку. Дерев'яну будівлю колишньої Вознесенської церкви, що до того часу використовувалася як клуб, було знищено.
За переписом населення 12 січня 1989 року населення Бодакви становило 1309 осіб: 585 чоловічої та 724 жіночої статі.
Наприкінці 1980-х років на березі Сули збудовано водокачку, що використовувалася для зрошення колгоспних полів Бодакви. Зрошувальна система проіснувала до початку 2000-х років, у теперішній час зруйнована.
За переписом населення 5 грудня 2001 року населення Бодакви становило 1162 особи.

### Незалежна Україна

#### Російське вторгнення в Україну
Коли почалася повномасштабна війна, в травні 2022-го року почався ріст в Бодакві біженців з Києва, Харкова та ін.

### Культові споруди та релігійна громада

Покладання квітів до пам'ятника жителям Бодакви, що загинули у Другій світовій війні, 9 травня 1968 року. На задньому плані будівля колишньої Вознесенської церкви, що на той час використовувалась як клуб.

Щонайменше з 1749 року у селі була Михайлівська церква. Щонайменше з 1828 року в селі була також Вознесенська церква, оскільки за цей рік є згадка про встановлення у цій церкві нового іконостасу. 1862 року згадується факт фарбування церкви, а у 1867 побілки. Вознесенська церква припинила діяльність у 1880 —1882 роках.
21 грудня 1871 року диякона Михайлівської церкви Петра Поповиченка затверджено виконувачем обов'язків псаломщика. 15 лютого 1877 року диякона Михайлівської церкви Андрія Крижановського було переведено на посаду настоятеля Михайлівської церкви у Млинах. Водночас помічником настоятеля Михайлівської церкви у Бодакві було призначено священика Петра Малиновського, який до цього служив у Троїцькій церкві села Лазьків Зіньківського повіту.
Наприкінці XIX століття у Бодакві було 2 церкви: Вознесенська церква та приписана до неї Архистратиго-Михайлівська церква-школа.
Михайлівську церкву-школу було зведено 1883 року. Це була дерев'яна споруда на кам'яному фундаменті. Церква згоріла під час пожежі 3 травня 1894 року. 24 травня 1894 року на ім'я козака Гаврила Олексійовича Хиля було видано збірну книгу за номером 5361 на облаштування нової церкви, щоб замінити церкву знищену вогнем. Полтавське єпархіальне братство святого преподобномученика Макарія надало допомогу у розмірі 200 рублів парафіянам Михайлівської церкви на облаштування церкви-школи. Водночас диякону церкви І. Клепачевському, який до переведення у Бодакву був вчителем церковнопарафіяльної школи у селі Яблунівці Лубенського повіту, було надано 50 рублів. За духовним заповітом померлої Параскеви Іллівни Мединцевої у 1894 році на церкву у Бодакві було виділено 1000 рублів. Церква відбудована у 1895 році.
На побудову нової церкви у Бодакві Полтавською духовною Консисторією на ім'я козака Івана Федоровича Вівчаренка 4 червня 1897 року було видано збірну книгу за номером 12784 для збору пожертв. На побудову нової церкви 17 вересня 1898 року було також видано збірну книгу під номером 19280 на ім'я козака Євмена Івановича Бацмана. Вознесенську церкву було збудовано (або ж відбудовано) 1901 року. Це була дерев'яна споруда з дзвіницею. До церковної громади належало село Хрулі. В громаді було 2 священики та 2 псаломщики.
28 червня 1898 року псаломщика Михайлівської церкви Михайла Коропова було рукопокладено у сан священика та залишено служити у цій церкві. Друге священицьке місце було надане 17 грудня 1898 року псаломщику Покровської церкви села Перекопівка Роменського повіту Олександру Красіну, який закінчив курс Полтавської духовної семінарії. 22 грудня 1898 року священика Михайлівської церкви Григорія Леонтовича було переведено до Миколаївської церкви села Западинці.
На 1902 рік громада налічувала 2125 чоловіків та 2122 жінок. На 1912 рік в громаді налічувалось 22 парафіян з привілейованих суспільних станів, 48 міщан, 2577 козаків, 1510 селян.
Священиком Вознесенської церкви у 1909 році був Олександр Красін, котрого, серед інших священиків Полтавської єпархії, єпископ Полтавський та Переяславський Іоанн нагородив 1 червня 1909 року оксамитовою фіолетовою скуфією за відмінно старанне пастирське служіння.
В радянський час Вознесенську церкву, складену з брусу, перетворено на клуб. Щонайпізніше у квітні 1924 року у приміщенні церкви відкрито сельбудинок. Церква відновила своє функціонування під час німецької окупації 1941 —1943 років. Будівлю було зруйновано у 1970-х роках. Інша церква (церква-школа) використовувалася як одна з шкільних будівель місцевої школи. Цегляна будівля цієї школи частково збереглася й донині.
У Бодакві діють церковні громади УПЦ КП (з 2003 року), УПЦ МП (з 1999 року), Євангельських Християн Баптистів (з 2000 року).

### Освіта
1882 року у Бодакві почала діяти початкова церковнопарафіяльна двокласна школа з чотирирічним курсом навчання. В ній навчалося 70 дітей. Школа містилася в хаті диякона-вчителя. 1884 року відкрилася земська початкова двокласна школа з чотирирічним курсом навчання, яка називалася Бодаківське перше початкове народне училище. У школі навчалося 80 учнів.
У 1909—1910 навчальному році навчання у церковній школі Бодакви тимчасово призупинялося у зв'язку зі спалахом епідемічних захворювань. У цей час закон божий викладав священик Олександр Красін, а вчителькою була Марія Волкова.
В 1914 році було збудоване спеціальне двокласне приміщення земської школи за проєктом архітектора Опанаса Сластіона.
З 1917 року, коли школу було відокремлено від церкви, у селі працювало дві початкові школи з чотирирічним терміном навчання. В них працювало вісім учителів і навчалося понад 200 дітей.
На червень 1918 року заснованою поруч у Пісках організацією товариства Просвіта у Бодакві було засновано та впорядковано бібліотеку-читальню.
В 1924 році для боротьби з неграмотністю в селі були організовані заняття для дорослого малописьменного населення у шкільних приміщеннях, хатах-читальнях, по кутках села 2 рази на тиждень.
У вересні 1925 року у Бодакві було чотири вчителі, один з яких завідував сільбудом, що було відкрито у приміщенні ліквідованої церкви ще навесні 1924 року. При сільбуді була невеличка бібліотека, ймовірно заснована ще на фондах бібліотеки організованої у Бодакві Просвітою у 1918 році. На жовтень 1925 року бібліотека була постійно замкнена, оскільки завідувач сільбудом не заплатив бібліотекареві утримання за 3 місяці, а той замкнув її і не хотів відмикати.
В 1929 році початкова школа була реорганізована у семирічну політехнічну школу. Сім класів закінчили 35 юнаків і дівчат.
В 1933 будинок священика, ймовірно, Михайлівська церква-школа, був перебудований на школу. Будівля використовувалася як школа для молодших класів аж поки не була закинута внаслідок будівництва у 1978 році нової шкільної будівлі.
В 1938 році Бодаківська неповна середня школа виростає в середню. В 1940—1941 рр. в школі було 18 класів, навчалося понад 650 дітей, працювало 26 учителів. Перший випуск середньої школи відбувся 22 червня 1941 року. Атестати зрілості одержали 30 випускників.

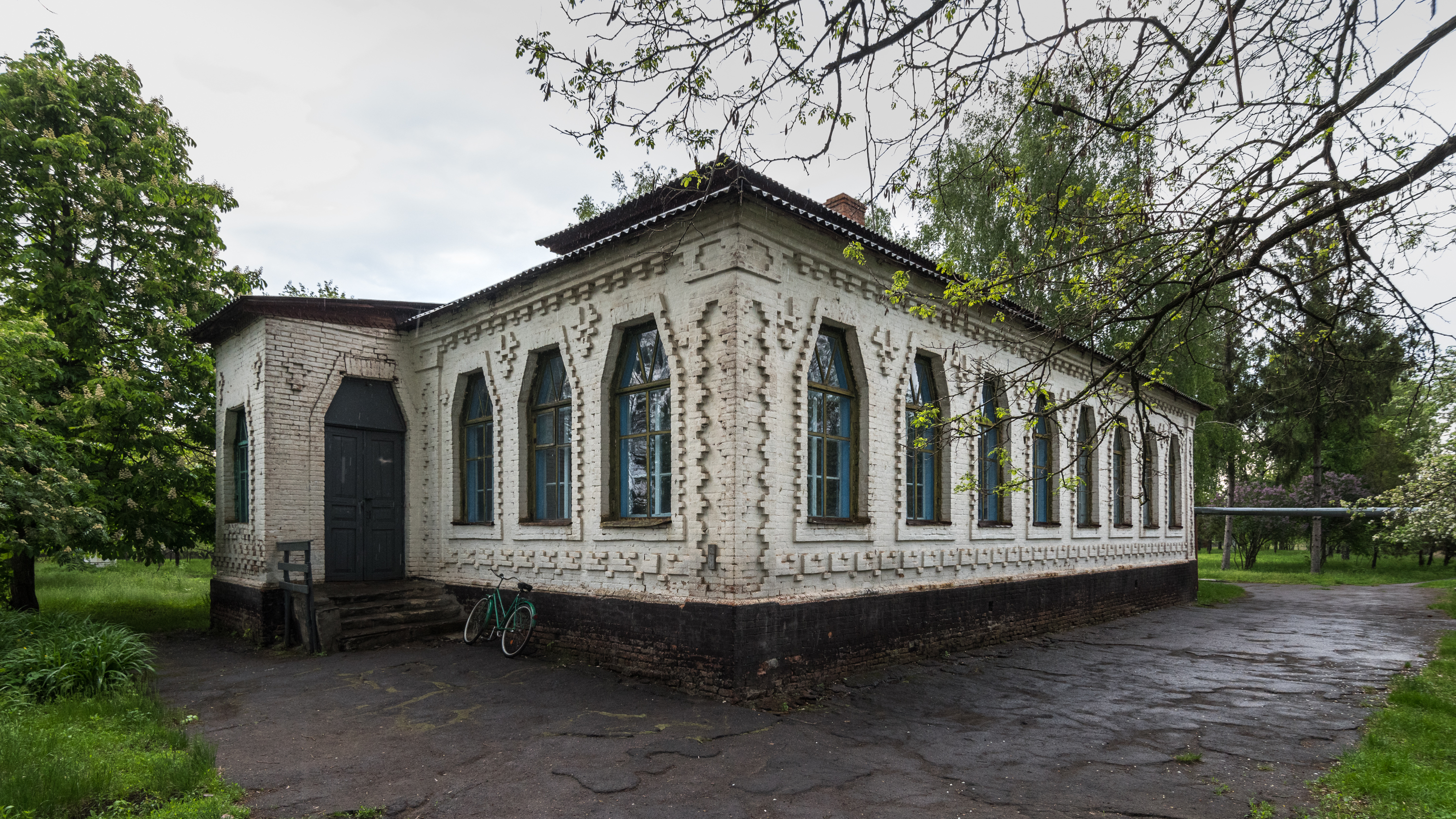
Будівля Сластьонівської школи у Бодакві, 2016 р.

У жовтні 1943 року відновила свою роботу неповна середня школа. 1953 року школа з семирічної знову стає середньою. До 8 класу було прийнято 93 учні. З 1961 року школа стає одинадцятирічкою з виробничим навчанням. На 5 квітня 1964 року у школі було 22 вчителі, з них 10 з вищою освітою, у школі навчалося 300 учнів (у 1966 стала десятирічною).
У грудні 1965 року Постановою Ради Міністрів УРСР школі присвоєно ім'я Івана Трутка.
Із 1976 року в школі введено курс по вивченню тракторної справи, і випускники 10 класу одночасно з атестатами зрілості одержують посвідчення тракториста III класу.
Із листопада 1976 року в селі розпочинають будівництво нового приміщення школи на 320 місць. Приміщення використовується з 1 вересня 1978 року як школа для середніх та старших класів. Будівля ж земської, Сластьонівської, школи використовується як початкова школа.
Починаючи з 1985 року, всі випускники 8-х класів обов'язково здобувають середню освіту.

## Демографія

Графік кількості населення Бодакви.

| Рік                                             | 1835 | 1850 | 1859 | 1863 | 1888* | 1891 | 1902* | 1910 | 1912* | 1964 | 1989 | 1990 | 2001 | 2018 |
| Населення                                       | 2613 | 3278 | 2720 | 3030 | 4359  | 3285 | 4247  | 3349 | 4157  | 1701 | 1309 | 1268 | 1162 | 871  |
| *Дані по церковній громаді, разом з селом Хрулі |      |      |      |      |       |      |       |      |       |      |      |      |      |      |

### Мова
Розподіл населення за рідною мовою за даними перепису 2001 року:
| Мова            | Кількість | Відсоток |
| --------------- | --------- | -------- |
| українська      | 1129      | 98.00%   |
| російська       | 18        | 1.55%    |
| білоруська      | 2         | 0.18%    |
| вірменська      | 1         | 0.09%    |
| інші/не вказали | 2         | 0.18%    |
| Усього          | 1152      | 100%     |

## Особистості

### У Бодакві народилися
- Дмитро Андрієвський — один із засновників ОУН[36].
- Михайло Вівчаренко — Герой Соціалістичної Праці (1973).[111]
- Василь Дейнека — український вчений у галузі кібернетики, доктор фізико-математичних наук, професор, академік НАН України. Заслужений діяч науки і техніки України, двічі лауреат Державної премії України в галузі науки і техніки.
- Іван Лисенко — радянський сержант. Герой Радянського Союзу.
- Пасько Ігор Миколайович (1969—2022) — сержант Збройних сил України, учасник російсько-української війни.

## Інфраструктура
Бодаква була радіофікована 23 вересня 1953 року, у селі було збудовано радіовузол.
На 5 квітня 1964 року половина хат села освітлювалася за допомогою електрики, у селі існувала телефонна мережа.
Село було газифіковане у 90-х роках 20 століття.

## Транспорт
Залізнична станція Бодаква (Південна залізниця), що знаходиться на південно-східній околиці села, на 140-му кілометрі залізниці Бахмач-Кременчук: регулярне сполучення в напрямках Ромодан і Ромни. Залізниця повз Бодакву почала роботу 15 червня 1887 року разом з відкриттям руху з Кременчука до станції Лохвиця. Після завершення будівництва ділянки від станції Лохвиця до Ромен регулярний рух на ділянці Кременчук-Ромни відкрився 1 жовтня 1888 року.

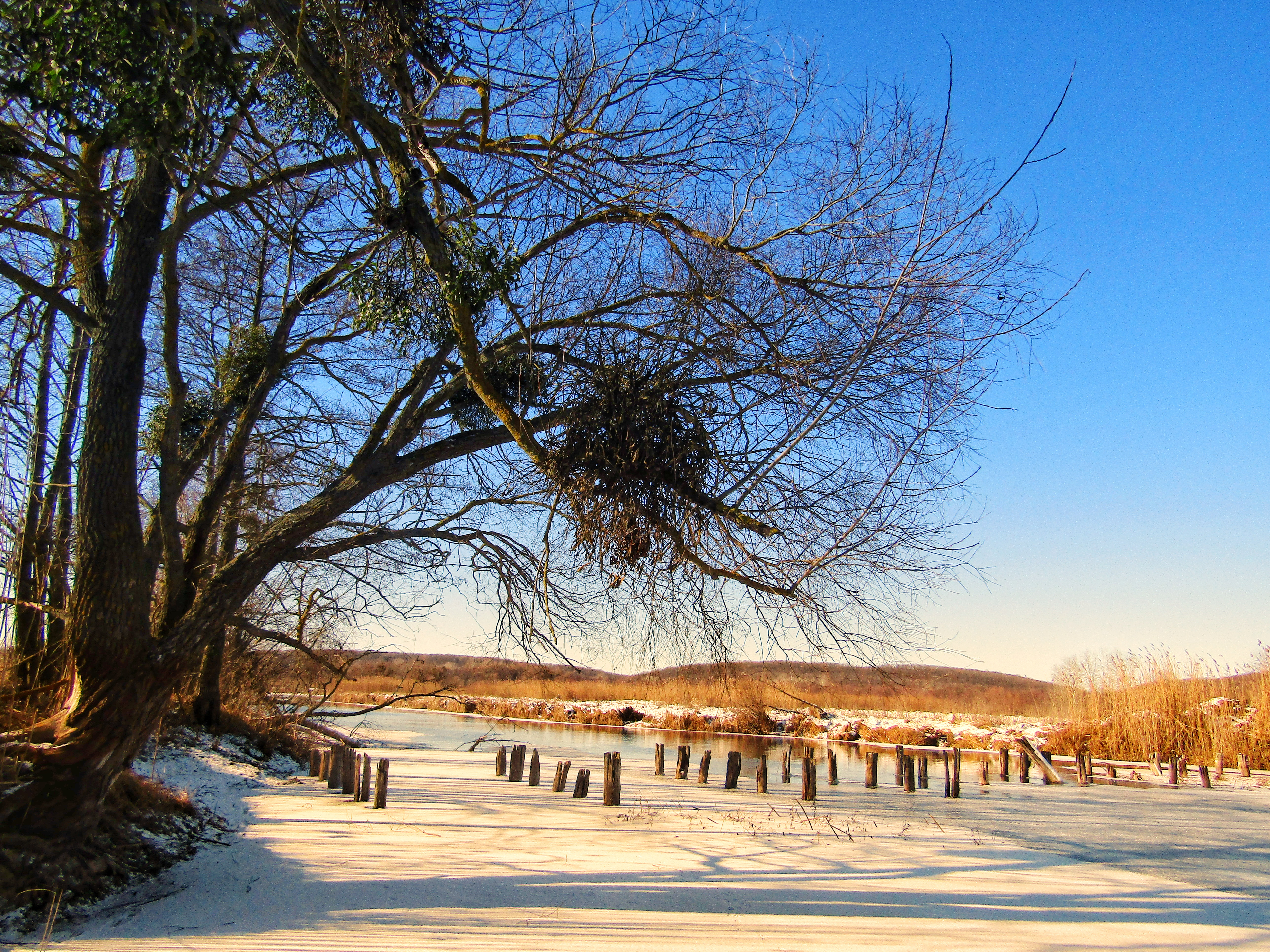
Залишки мосту через Сулу між Хрулями та Васильками (лютий 2020 р.)

У другій половині 18 століття, щонайменше з 1769 року, через Бодакву проходив поштовий шлях з Кременчука до Глухова.
Через Бодакву проходить дорога місцевого значення, що сполучає Піски та Вирішальне. Автобусне сполучення з районним центром Лохвиця регулярним назвати не можна.
З червня 2020 року між Бодаквою та Лохвицею з середи по п'ятницю виконується по два рейси на день.
Найближчі мости через Сулу знаходяться у Млинах та Сенчі. Автомобільна відстань до них від Бодакви становить 21 та 25 кілометрів відповідно.
Раніше у Бодакві був пором через Сулу. Станом на жовтень 1925 року технічний стан порому був дуже поганий, переїздити ним було дуже небезпечно. Громада Бодакви ухвалила не будувати нового порому, а збудувати місток, однак допомоги від влади так і не отримала, попри неодноразові звернення про допомогу.
Між Васильками та Хрулями ще кілька десятиліть тому був дерев'яний міст через Сулу. Шлях до Лохвиці таким чином становив близько 12 кілометрів й фактично збігався з відстанню по прямій. Після руйнування мосту через Сулу у Васильках шлях до Лохвиці через Заводське або Сенчу становить близько 30 кілометрів.

## Культура та спорт
У Бодакві діють колективи художньої самодіяльності, функціонує сільська бібліотека.
Бодаква має футбольну команду «Сула».
Станом на 2013 рік команда бере участь у чемпіонаті Лохвицького району.

## Природа
Сосновий і листяний ліс, луки, плавні.
У заплавній частині річки Сули в околицях сіл Христанівка та Бодаква розташований ландшафтний заказник загальнодержавного значення «Христанівський» загальною площею 1705,2 гектара.

## Топоніміка

Панорама з центру села у напрямку на схід (Тарасівка, зліва) та південний схід (Низова, справа).

Бодаква складається з кутків з такими назвами: Пісок, Дурностроївка, Низова, Балок, Тарасівка, Зарічка, Засага.
Місцевими гідронімами є:
- Сула, Бодаква (річки);
- Хельчевське, Ковалеве, Глухе (озера-затоки, старі русла Сули);
- Кульбашне, Молдаванове (озера);
- Чепурна, Бистра, Гришина яма, Їзовище (урочища, частини Сули);
- за Йосипом, Водокачка, Ґерґелеве, Вовкове, Панське, Ґараґанове, Рівець (пляжі-пристані на лівому березі Сули поблизу Бодакви).

## Написання назви
У різних джерелах зустрічаються різні варіанти написання назви села, як-от Будаква, Бодавка. На картах Боплана Бодаква позначена як Bodokoi.

## Бодаква у кіно й на відео
- Історичний екскурс в минуле рідного краю. (Бодаква 20.04.2021р) [Архівовано 22 квітня 2021 у Wayback Machine.]
- Бодаквянські галушки (Вахтанг Кіпіані в гостях у Сластьонівській школі ліпить галушки під керівництвом Оксани Кулініч).
- Той, хто дає землі сімена. Документальний фільм Павла Даниленка.
- Село Бодаква з висоти пташиного польоту.
- Політ на Кульбашне [Архівовано 2 липня 2020 у Wayback Machine.].
- Презентація школи села Бодаква.
- Опис роботи по вихованню підростаючого покоління в Бодаквянській ЗОШ I—III ступенів. Полтавська область. Україна.
- Семінар педагогів-організаторів у Бодаквянській ЗОШ.
- Осінь в Бодакві [Архівовано 27 квітня 2022 у Wayback Machine.].

## Галерея світлин земської Сластьонівської школи

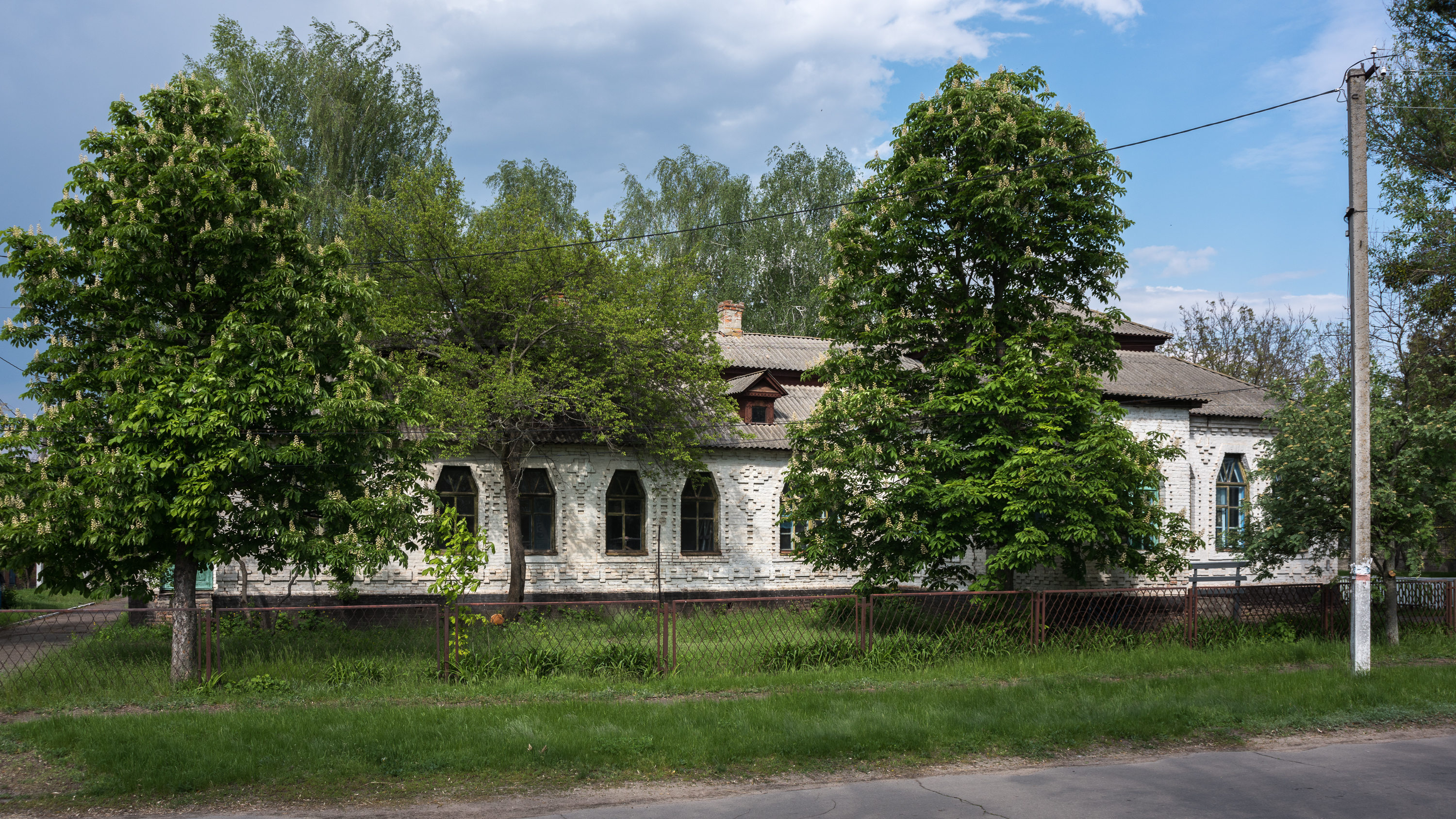
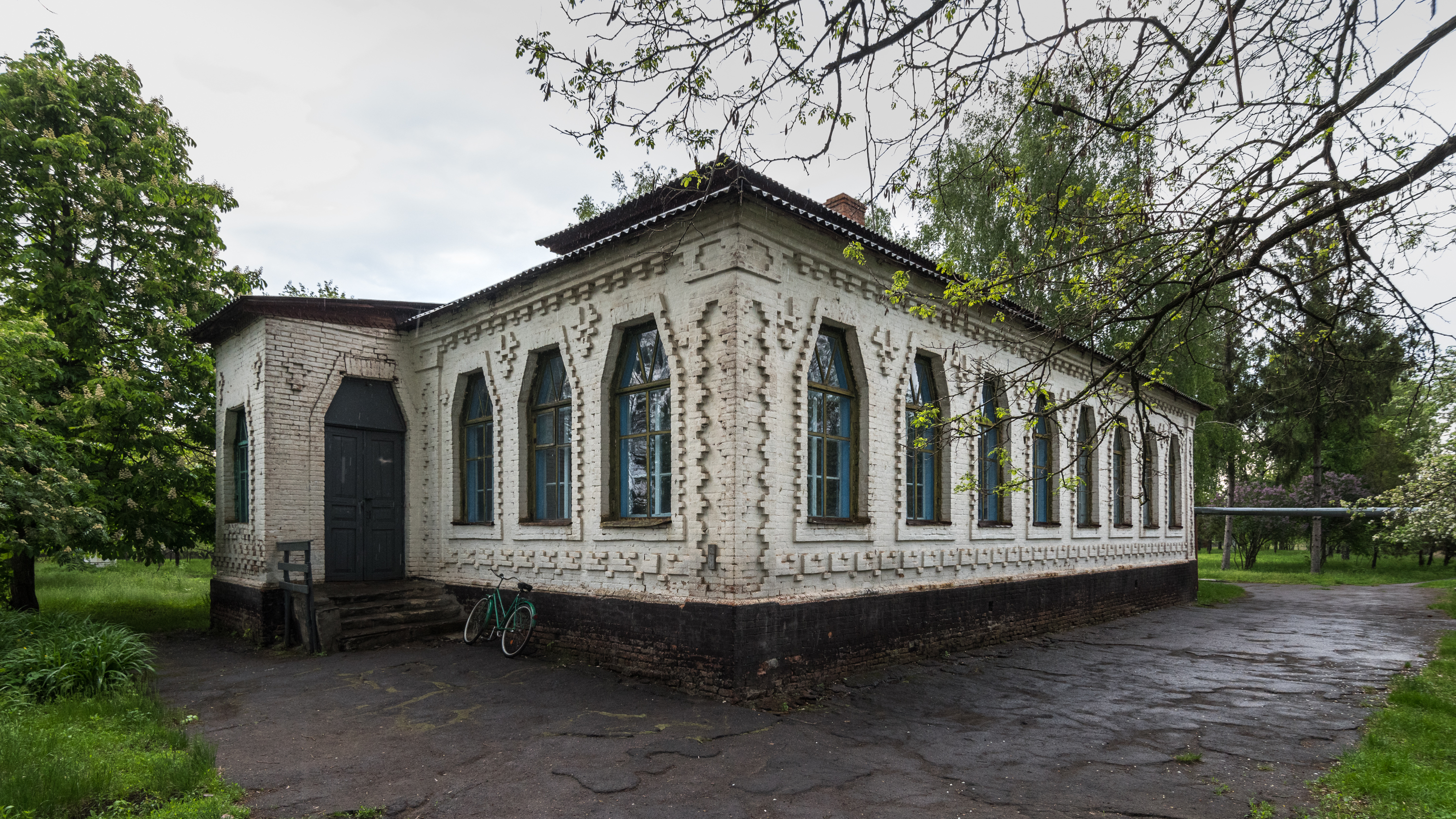
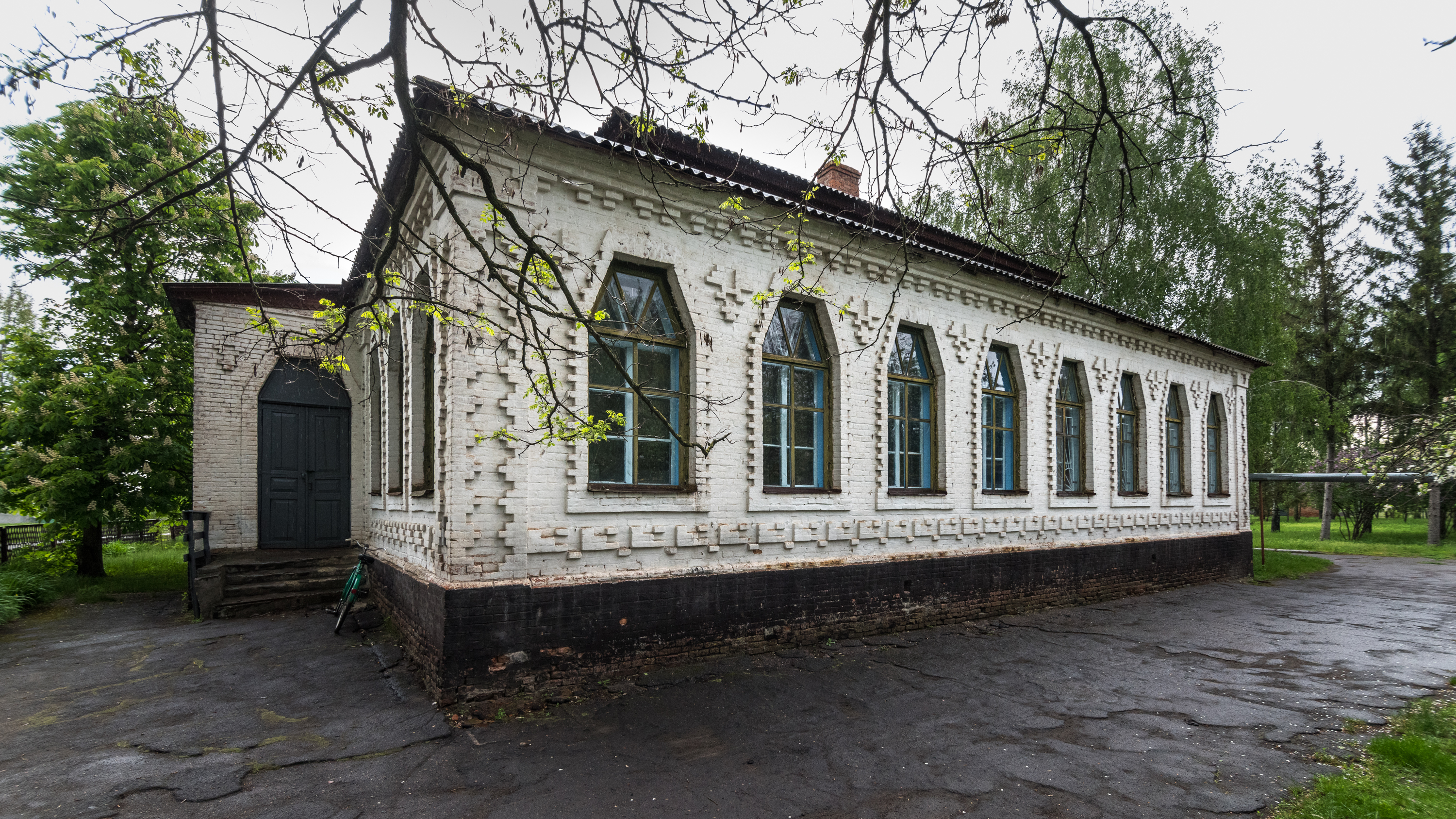
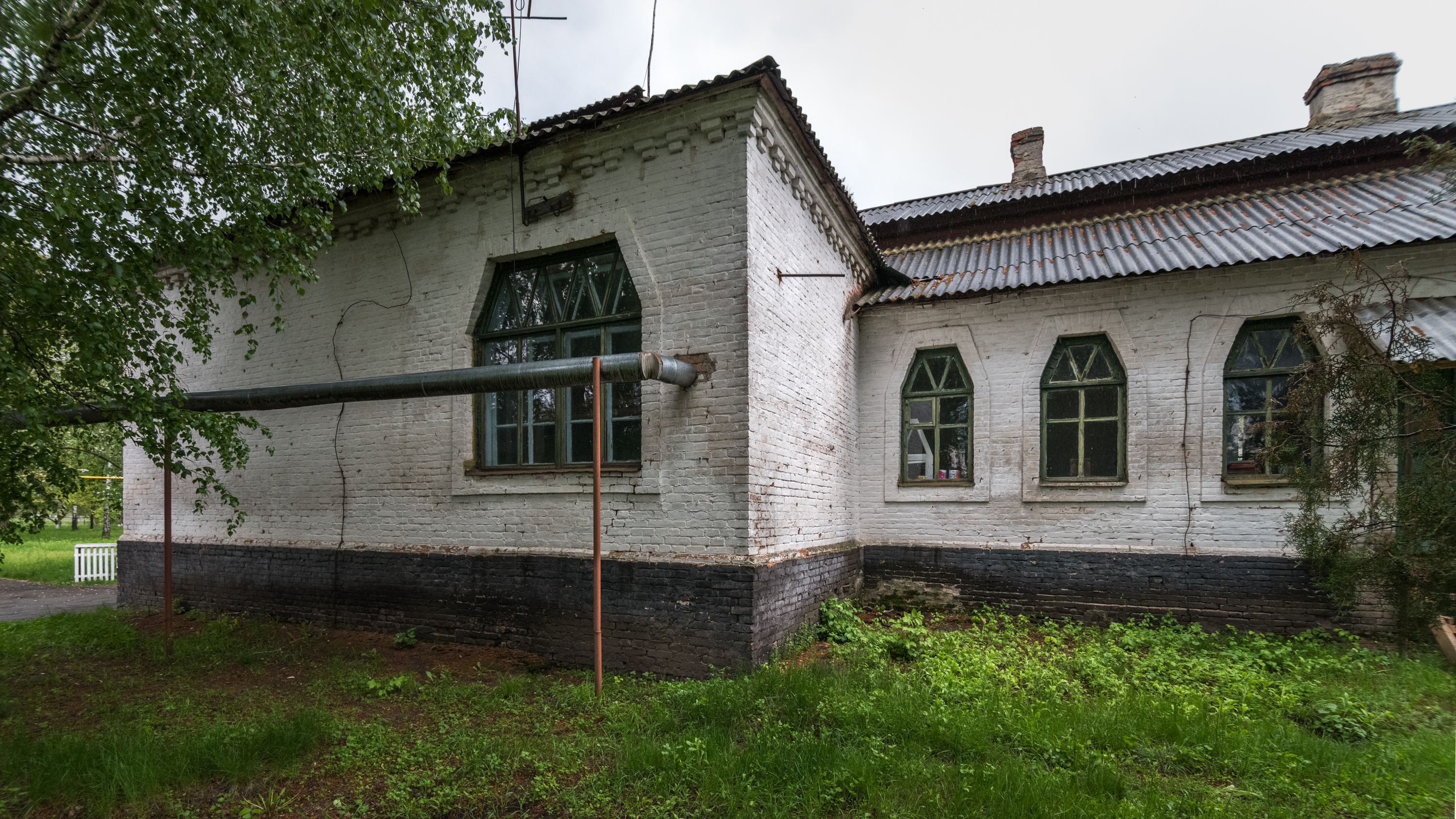
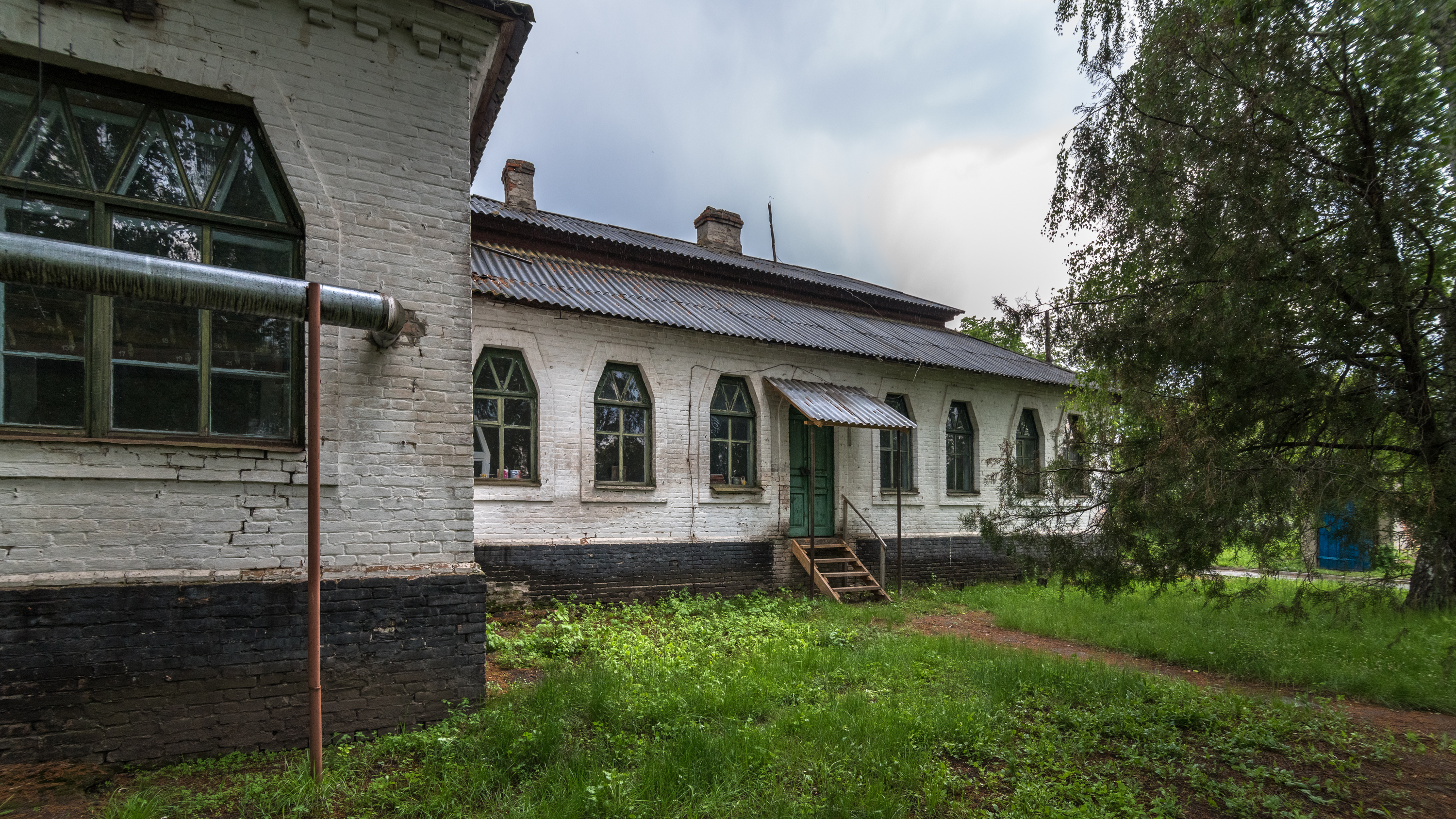
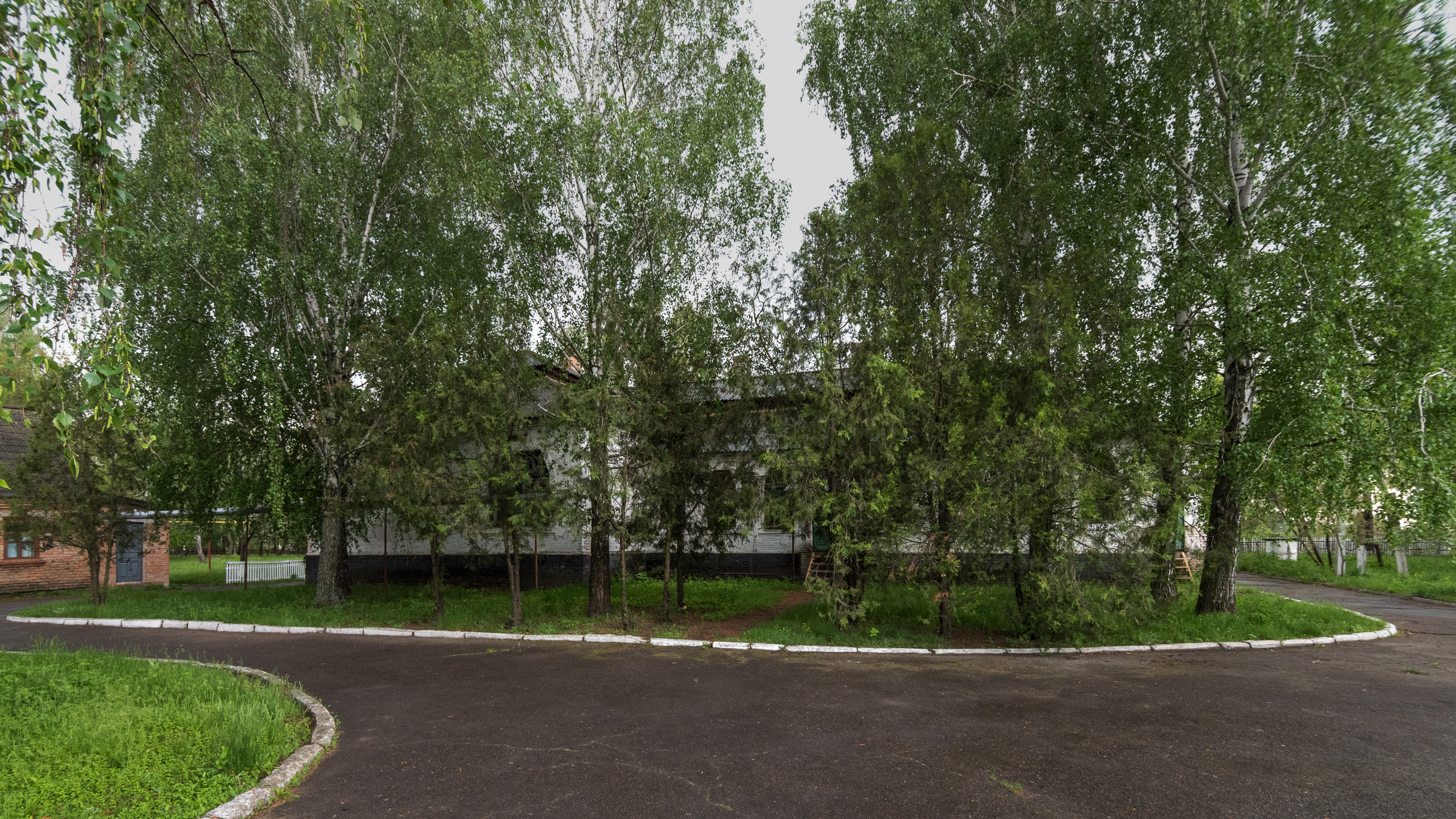
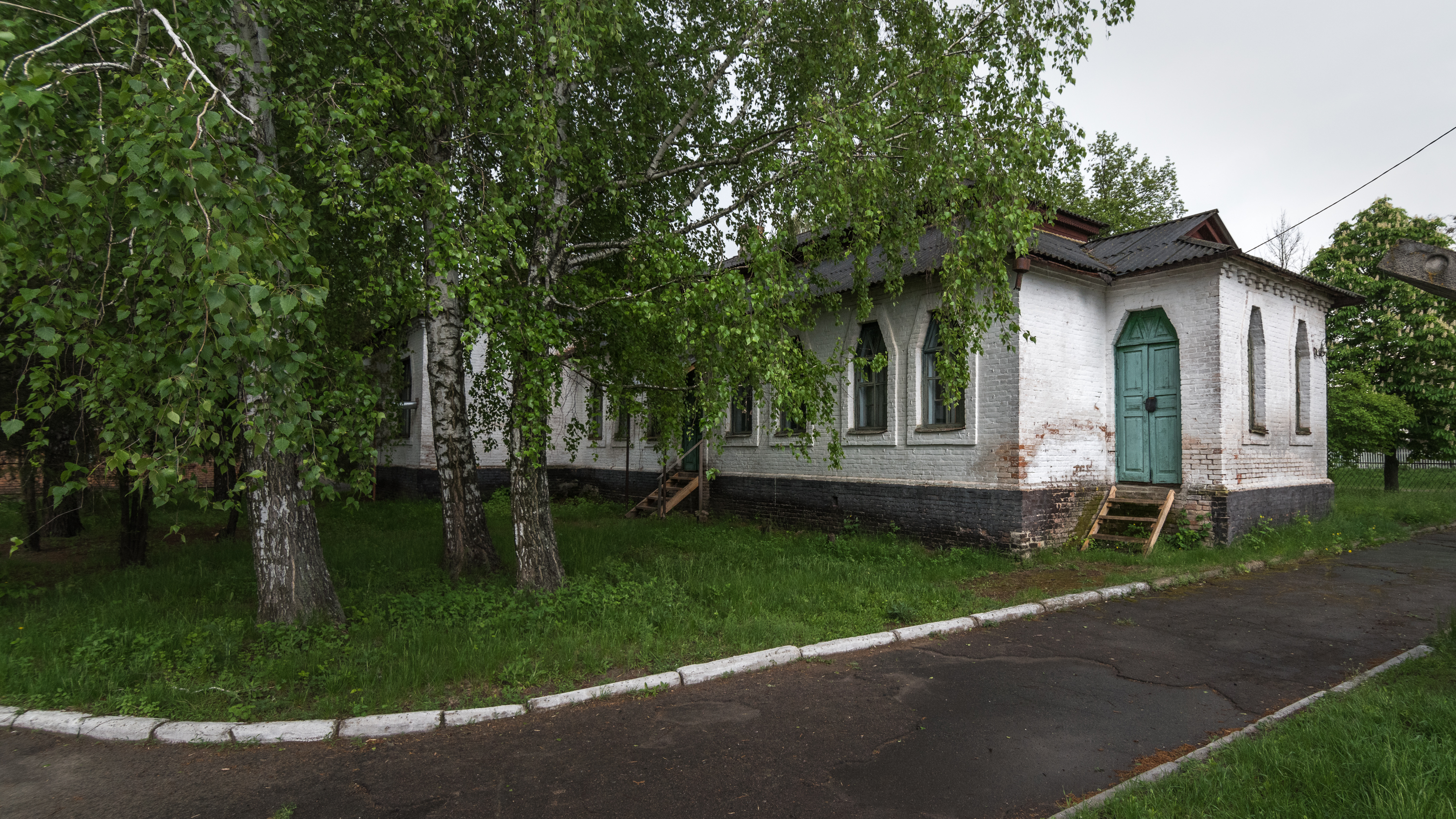
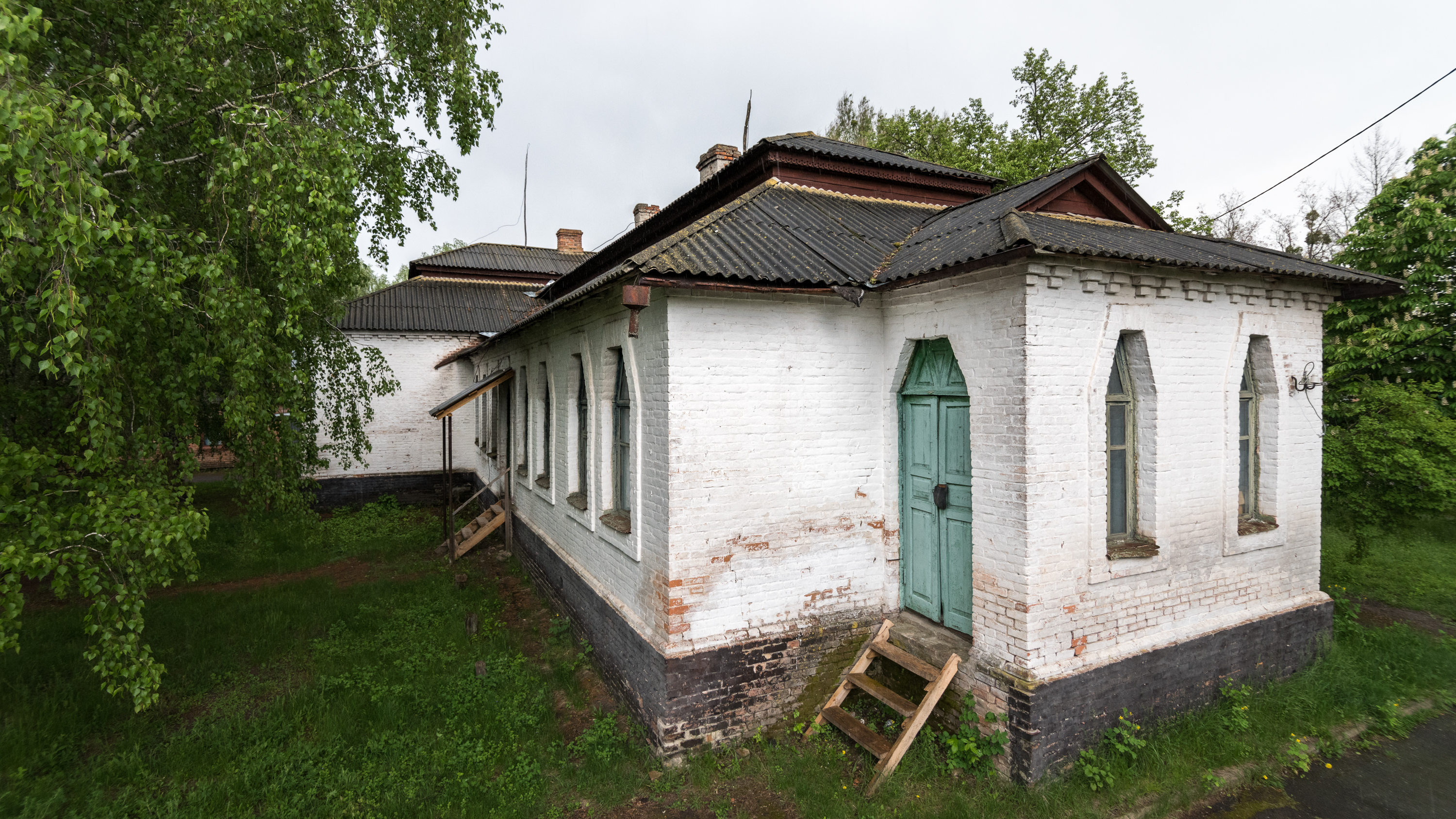
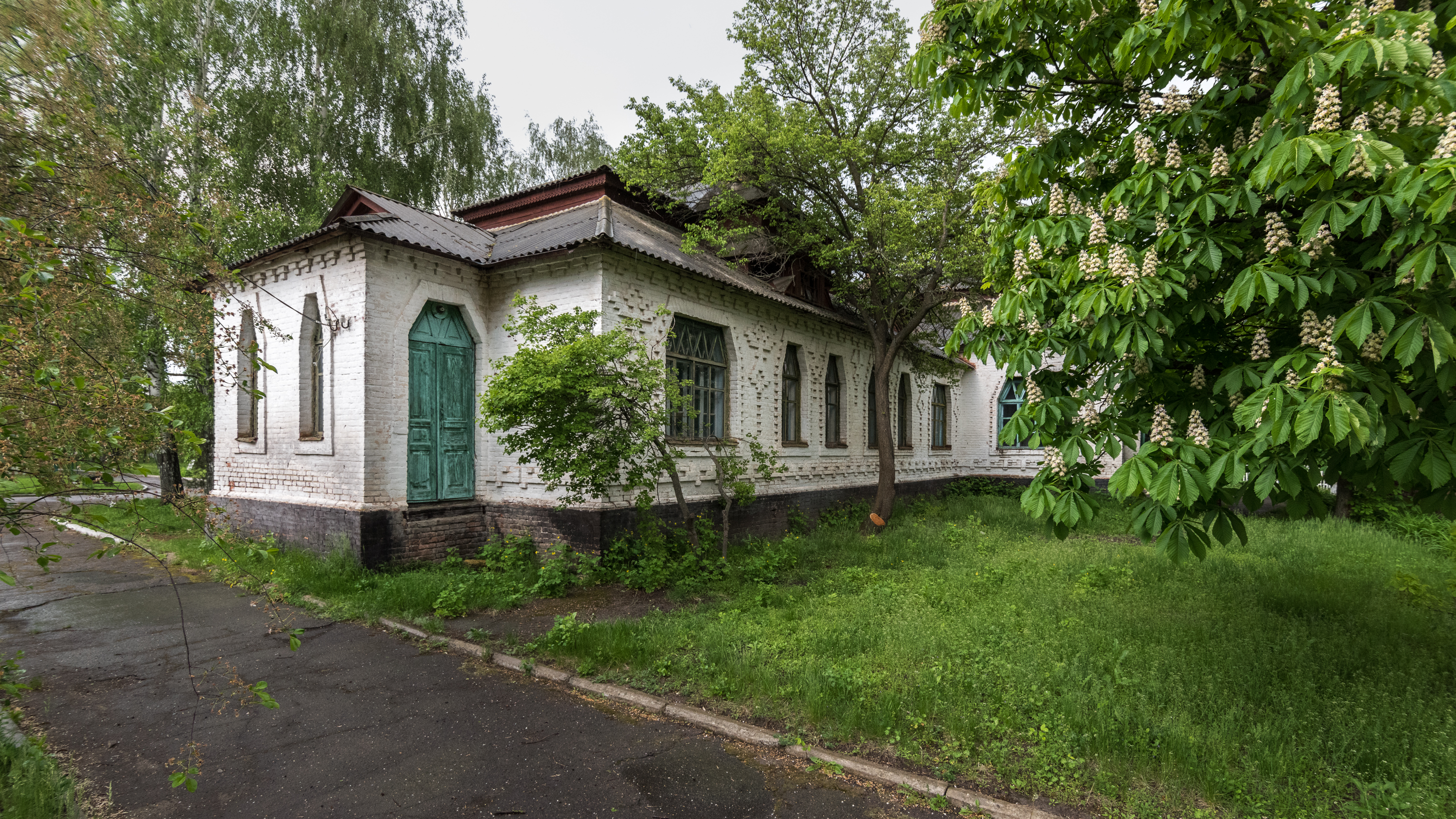
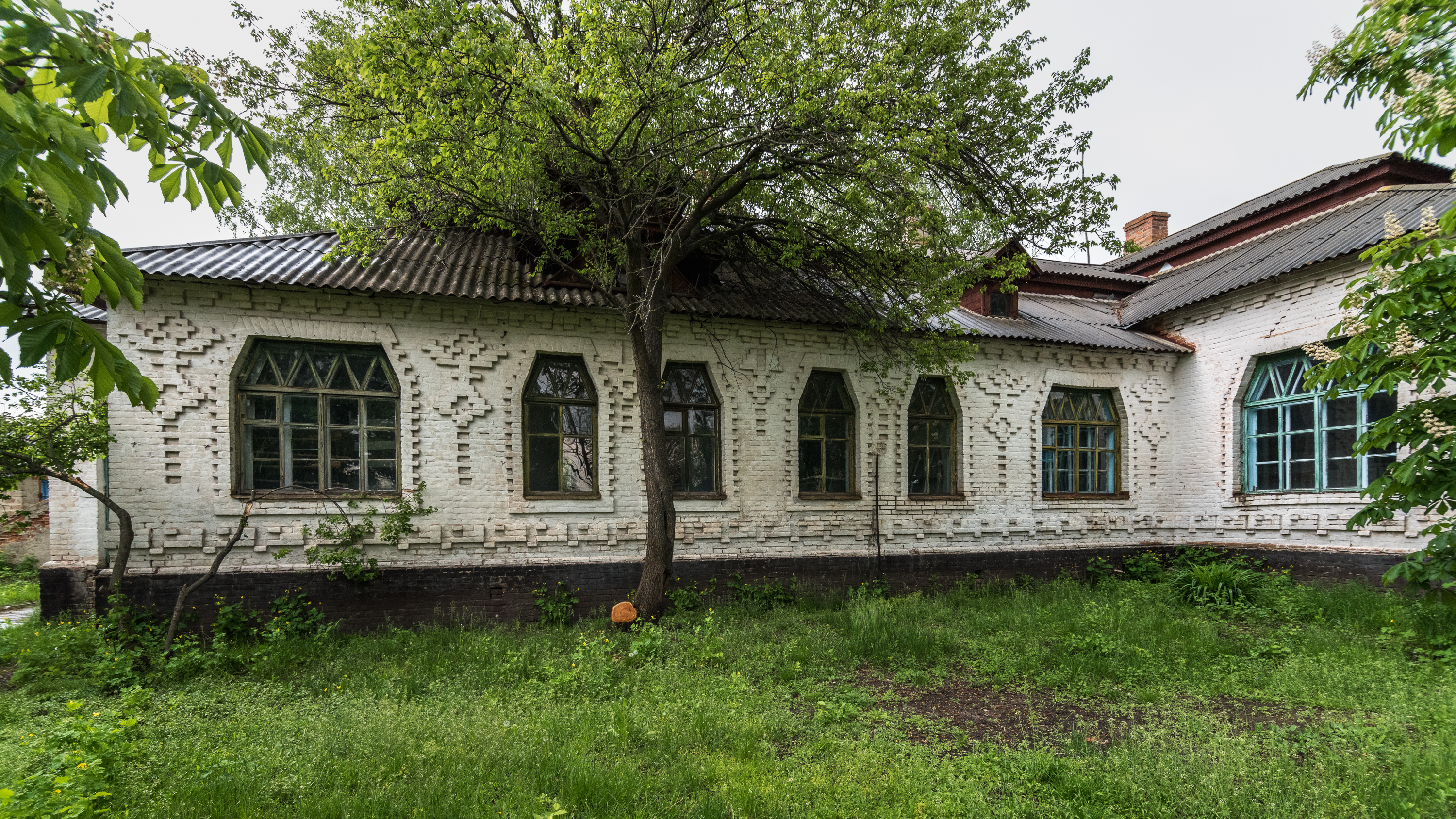
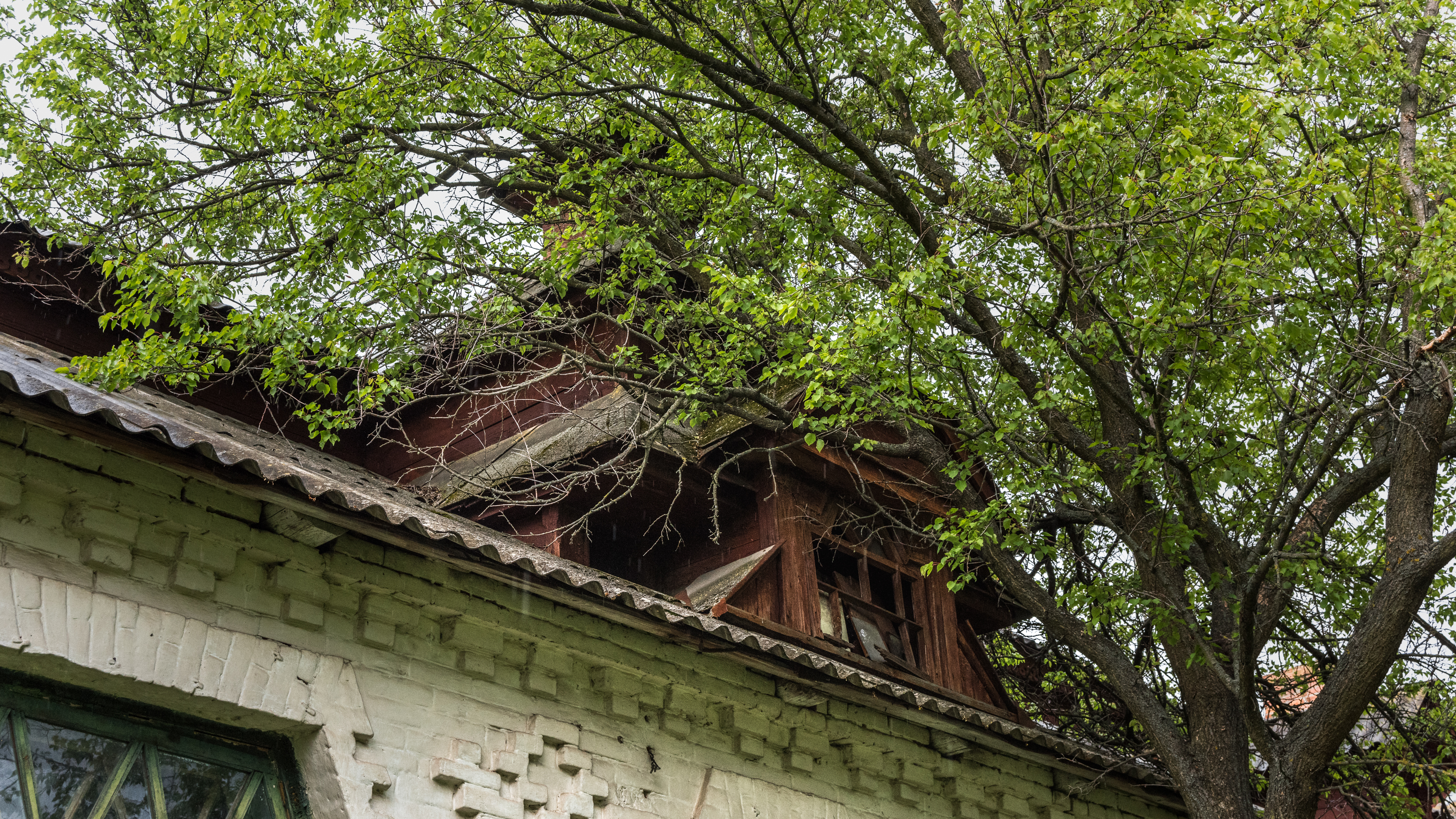
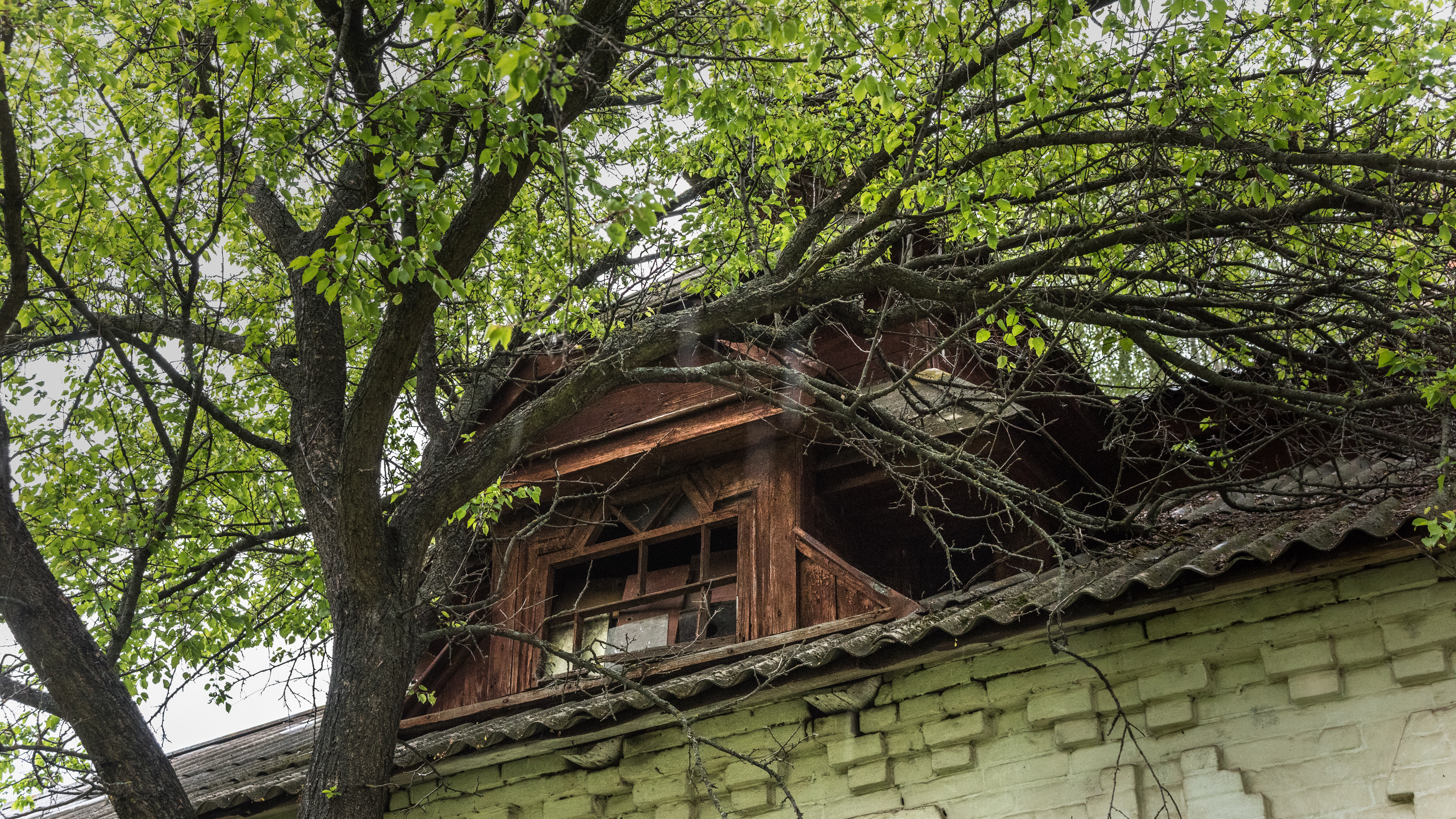